# Инцидент в заливе Сидра (1981)
Первый инцидент в заливе Сидра — воздушный бой между истребителями ВМС США и ВВС Ливиийской джамахирии в 1981 году.
В 1973 году ливийский вождь Муаммар Каддафи в одностороннем порядке провозгласил так называемую «линию смерти», объявив залив Сидра (Большой Сирт) ливийскими территориальными водами. США оспаривали притязания Каддафи. С 1980 года американо-ливийские отношения приобрели напряжённый характер. В августе 1981 года две авианосные группировки ВМС США демонстративно пересекли «линию смерти» и начали проводить учения в заливе.
18 августа, с самого начала учений, ливийские самолёты стали выполнять регулярные облёты американских кораблей, однако постоянно перехватывались истребителями и выдворялись за пределы района учений. Утром 19 августа очередной облёт выполняла пара истребителей-бомбардировщиков Су-22. На перехват были отправлены два F-14 «Томкэт». Обе пары сближались на встречных курсах. В этот момент один из Су-22 неожиданно выпустил ракету «воздух-воздух». В ответ оба F-14 заняли удобные позиции для стрельбы и атаковали ливийцев ракетами AIM-9, в результате чего оба Су-22 были сбиты. Их пилоты катапультировались и, по сообщению американских источников, были спасены ливийскими катерами.
Инцидент 1981 года не имел каких-либо заметных политических последствий. 